# Episodi di Workaholics (sesta stagione)
La sesta stagione della serie televisiva Workaholics, composta da 10 episodi, è stata trasmessa negli Stati Uniti, da Comedy Central, dal 14 gennaio al 17 marzo 2016.
In Italia è stata trasmessa su Comedy Central dal 12 al 20 marzo 2025.
| n° | Titolo originale            | Titolo italiano             | Prima TV USA     | Prima TV Italia |
| -- | --------------------------- | --------------------------- | ---------------- | --------------- |
| 1  | Wolves of Rancho            | I lupi di Rancho            | 14 gennaio 2016  | 12 marzo 2025   |
| 2  | Meth Head Actor             | Vita da tossico             | 21 gennaio 2016  | 13 marzo 2025   |
| 3  | Save the Cat                | Coppia con gatto            | 28 gennaio 2016  | 13 marzo 2025   |
| 4  | Death of a Salesdude        | Morte di un venditore       | 4 febbraio 2016  | 17 marzo 2025   |
| 5  | Gone Catfishing             | Falsi profili               | 11 febbraio 2016 | 17 marzo 2025   |
| 6  | Going Viral                 | Diventare virali            | 18 febbraio 2016 | 18 marzo 2025   |
| 7  | Night at the Dudeseum       | Notte al museo              | 25 febbraio 2016 | 18 marzo 2025   |
| 8  | The Fabulous Murphy Sisters | Le favolose sorelle Murphy  | 3 marzo 2016     | 19 marzo 2025   |
| 9  | Always Bet on Blake         | Scommettere sempre su Blake | 10 marzo 2016    | 19 marzo 2025   |
| 10 | The Nuttin' Professor       | Il professore matto         | 17 marzo 2016    | 20 marzo 2025   |